# Вольфсберг (Тюрингія)
Вольфсберг (нім. Wolfsberg) — громада в Німеччині, розташована в землі Тюрингія. Входить до складу району Ільм.
Площа — 28,63 км2. Населення становить Невірний параметр metadata 16 070 055 ос. (станом на 31 грудня 2021).